# زیفن‌هوفن
زیفن‌هوفن (به هلندی: Zevenhoven) یک منطقهٔ مسکونی در هلند است که در نیوکوپ واقع شده‌است. زیفن‌هوفن ۲٬۷۵۰ نفر جمعیت دارد.
نام زیفن‌هوفن به معنی «هفت صحن» و «هفت میدانگاه» است.